# Heliura picticeps
Heliura picticeps är en fjärilsart som beskrevs av George Francis Hampson 1903. Heliura picticeps ingår i släktet Heliura och familjen björnspinnare. Inga underarter finns listade i Catalogue of Life.